# Lijst van wachtposten aan de spoorlijn Roosendaal - Breda
Dit is een onvolledige chronologische Lijst van wachtposten aan de Spoorlijn Roosendaal - Breda. Een wachtpost was een huisje waarin de baanwachter woonde. Hij of zij sloot en opende de bomen van een overweg wanneer er een trein passeerde. Alle huisjes zijn vermoedelijk omstreeks 1854 naar een standaard ontwerp door de spoorwegmaatschappij Société Anonyme des chemins de fer d'Anvers à Rotterdam gebouwd. Omstreeks de jaren 50 van de twintigste eeuw werden er veel huisjes gesloopt omdat de overwegen automatisch bediend gingen worden en omdat er veel overwegen opgeheven werden. Daardoor verdween de oorspronkelijke functie. Wel zijn er enkele bewaard gebleven.
Een sterretje achter de straatnaam wil zeggen dat de oorspronkelijke straatnaam en/of overgang waaraan het huisje lag niet meer bestaat. Op deze plek staat dan de straat aangegeven die ongeveer op de plek van het oude huisje ligt.
Hoewel de spoorlijn officieel Roosendaal-Breda heet, begint de telling van de wachtposten in Breda.
| Wachtpost | Straat                  | Plaats      | Bouwjaar | Sloopjaar | Extra informatie | Afbeelding |
| --------- | ----------------------- | ----------- | -------- | --------- | ---------------- | ---------- |
| 6         | Westrikseweg            | Breda       | 1854     |           |                  |            |
| 7         | Groenstraat             | Prinsenbeek | 1854     |           |                  |            |
| 9         | Liesbosweg*             | Etten-Leur  | 1854     |           |                  |            |
| 10        | Pleinstraat-Turfstraat* | Etten-Leur  | 1854     |           |                  |            |
| 11        | Lichttorenhoofd         | Etten-Leur  | 1854     |           |                  |            |
| 12        | Plantijnlaan            | Etten-Leur  | 1854     |           |                  |            |
| 13        | Liesbosweg*             | Etten-Leur  | 1854     |           |                  |            |
| 15        | Kattestraat*            | Etten-Leur  | 1854     |           |                  |            |
| 16        | Oude Kerkstraat         | Etten-Leur  | 1854     |           |                  |            |
| 17        | Midden Donk             | Etten-Leur  | 1854     |           |                  |            |
| 18        | Heistraat               | Hoeven      | 1854     |           |                  |            |
| 19        | Van Opdorpendreef       | Hoeven      | 1854     |           |                  |            |
| 21        | Onze Lieve Vrouwestraat | Zegge       | 1854     |           |                  |            |
| 22        | Spiekestraat            | Zegge       | 1854     |           |                  |            |
| 23        | Puitenbroekstraat*      | Roosendaal  | 1854     |           |                  |            |
| 24        | Gastelseweg             | Roosendaal  | 1854     |           |                  |            |